# 广西师范大学附属外国语学校
广西师范大学附属外国语学校（英文：Foreign Language School Attached to Guangxi Normal University）位于广西壮族自治区桂林市雁山区，占地近130亩。是一所民办公助学校，隶属广西师范大学。是桂林市重点中学之一。由于是广西师范大学的第二所附属中学，所以又称二附中。
学校共识：“我们是外国语学校的主人，并以此为终生荣耀。（We're little scholars of Foreign Language School and regard it as a lifelong honour.）”

## 历史
随着广西师范大学在20世纪80年代初期迁入三里店分校，因周围尚未得到开发，基础建设远不及王城校区，为解决这三里店分校的教职工子女的就读问题，1984年8月，广西师范大学第二附属学校在广西师范大学育才校区越南学校旧址建立，最初只有小学部与初中部。1987年，小学部剥离并入桂林市育才小学。1994年9月1日，更名为广西师范大学附属外语实验中学。1996年，将校址搬迁至南院区域。2001年9月，更名为广西师范大学附属外国语学校。2005年2月，学校被广西壮族自治区教育厅授予示范性高中称号。2011年8月至2013年7月，陆续搬迁至铁山校区。2020年9月，因“公参民”改革，铁山校区校址成立桂林国龙外国语学校，基于“保学校、保品牌”的原则，学校搬迁至广西师范大学育才校区原外国语学院的院址过渡办学。2024年9月，雁山校区建设完成。